# Fundació Vicente Ferrer
La Fundació Vicente Ferrer (FVF) és una organització no governamental —fundada per Vicenç Ferrer el 1969 a Anantapur, a Andhra Pradesh, a l'Índia— dedicada al treball humanitari, a través de projectes que "afavoreixen la prosperitat i el desenvolupament" de comunitats rurals del sud de l'Índia.

## Acció
La Fundació Vicente Ferrer té com a objectiu treure de la pobresa el màxim nombre possible de persones mitjançant un desenvolupament sostenible, que s'explicita amb la creació d'una agricultura de conservació, microcrèdits, subministrament d'aigua, assistència sanitària i educació universals.
A Espanya, la Fundació desenvolupa una tasca de sensibilització i conscienciació sobre la necessitat de continuar transformant zones rurals en situació de pobresa extrema a Andhra Pradesh i Telangana. Actualment, l'ONG de desenvolupament té la seu central a Barcelona i set delegacions repartides per tot el territori espanyol.
La Fundació —mitjançant donacions majoritàriament en forma d'apadrinaments, amb aproximadament 130 000 nens apadrinats— dona feina a gairebé 2400 persones; gestiona cinc hospitals, un dels quals especialitzat en malalts de sida, i més de mil escoles (entre les quals una per a nens cecs, una per sords, una per a nens amb síndrome de Down i una altra per a nens amb discapacitats de tota mena), arribant a tres milions de persones, la majoria dels quals dalits (els intocables, la darrera de les castes), de més de 3000 municipis de l'estat indi on té la seu.

## Història
Vicente Ferrer va acudir per primera vegada a l'Índia, a Bombai, com a missioner de la Companyia de Jesús el 1952, però la seva feina allà va propiciar la desconfiança de polítics i altres religiosos, fet que va comportat la seva expulsió del país en 1968. Després d'una manifestació de milers de persones, que van recórrer 250 quilòmetres, la primera ministra Indira Gandhi va intervenir en persona, demanant a Ferrer que tornés al país, encara que no a Bombai. Un any després va tornar i es va assentar a Anantapur, a l'estat d'Andhra Pradesh, una de les zones més pobres del país. Es va secularitzar, i va fundar la Fundació Vicente Ferrer al costat d'Anne Perry, qui després de casar-se amb l'ex religiós es canviaria el nom a Anna Ferrer.
La Fundació Vicente Ferrer va obrir la seva primera oficina a Espanya el 1996, per garantir uns ingressos estables i donar continuïtat als projectes a l'Índia.
El 19 de juny de 2009 va morir el seu líder i fundador Vicente Ferrer, després d'una recaiguda com a conseqüència d'haver patit una embòlia cerebral tres mesos abans. Tant a la seva capella ardent com al seu enterrament a Bathalapalli van acudir desenes de milers de persones.
L'1 de febrer de 2010, una plataforma independent va presentar a Oslo la candidatura de la Fundació Vicente Ferrer al Premi Nobel de la Pau.